# Rakovo
Rakovo je obec na Slovensku v okrese Martin ležící na pravém břehu řeky Turiec. Žije v něm 398 obyvatel.

## Historie

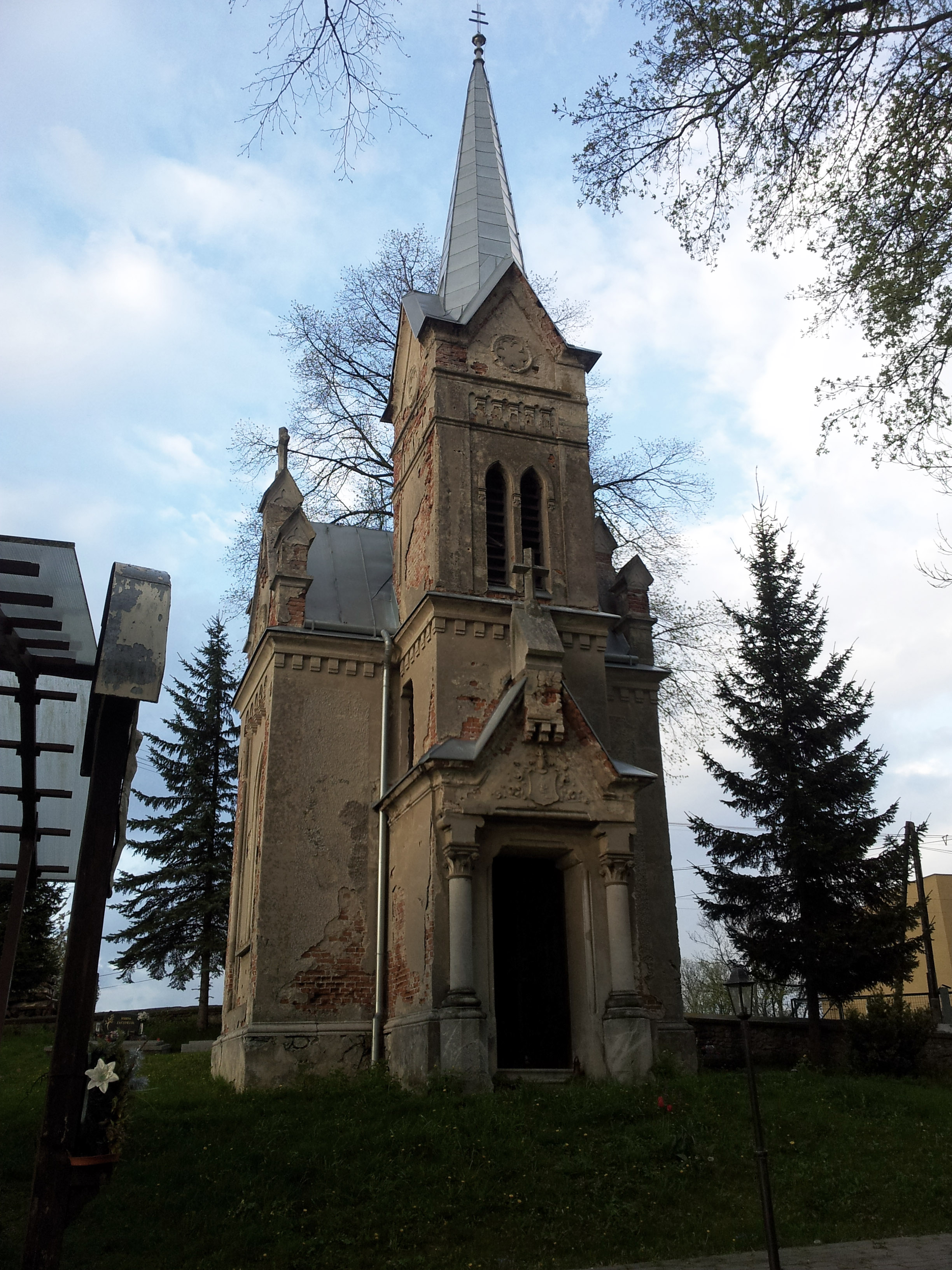
Mauzoleum Rakovských

První stopy osídlení území dnešního Rakova pocházejí z mladší doby kamenné. První písemná zmínka o vesnici je z roku 1244.

## Přírodní poměry
Obec se nachází v nadmořské výšce 429 metrů a rozkládá se na ploše 5,41 km². Podél západní hranice katastrálního území protéká řeka Turiec, jejíž tok je v celém přilehlém úseku chráněn jako národní přírodní rezervace Turiec.

## Místní části
Malé RakovoPůvodně samostatná obec Malé Rakovo byla po roce 1902 připojena k Velkému Rakovu. Od roku 1920 se obec nazývá už jen Rakovo.
StarinyOsada Stariny leží ve východní části katastrálního území. Přístupová cesta sem vede z hlavní silnice I/65, směrem od Ďanové.

## Pamětihodnosti
- Kurie Rakovských, jednopodlažní bloková barokně-klasicistní stavba s manzardovou střechou z roku 1763. Kúria prošla obnovou, která jí zachovala autentický charakter.
- Mauzoleum Rakovských, neogotická stavba na půdorysu řeckého kříže s polygonálním závěrem, z roku 1906. Nachází se na místním hřbitově. Je jednopodlažní, nemá podzemní kryptu. Vyznačuje se hodnotným propracovaným štukovým detailem. Nad portálem se nachází erb rodiny Rakovský. Interiér zdobí dekorativní výmalba, prostoru dominuje oltářní stůl. Původní vitráže jsou dochovány už jen fragmentárně.
- Mauzoleum Benických, od 80. let 20. století dům smutku,[5] jednopodlažní neoklasicistní stavba na půdorysu čtverce z roku 1875. Interiér je zaklenut českou plackou. Fasáda je členěna korunní římsou s meandrem a nárožní bosáží.

## Osobnosti
- Martin Rakovský (asi 1535–1579), humanistický básník
- Tido J. Gašpar (1893–1972), spisovatel a novinář